# Alireza Jahanbakhsh
Alireza Jahanbakhsh (Jirandeh, 11 augustus 1993) is een Iraans-Nederlands voetballer die als vleugelaanvaller speelt. Hij tekende in november 2024 voor de rest van het seizoen bij sc Heerenveen, na zijn transfervrije vertrek bij Feyenoord. Eerder speelde hij onder andere voor N.E.C., AZ en Brighton & Hove Albion. Jahanbakhsh debuteerde in 2013 in het Iraans voetbalelftal.

## Clubcarrière

### Beginjaren
Jahanbakhsh debuteerde in het seizoen 2010/11 bij Damash Gilan dat uitkwam op het derde niveau in Iran. Met de club promoveerde hij dat seizoen naar Azadegan League. Daarna ging hij naar SC Damash dat net naar de Iran Pro League gepromoveerd was. Met die club werd hij in 2012 zevende en in 2013 elfde. Ook werd in het seizoen 2012/13 de halve finale van de Iraanse beker gehaald.

### N.E.C.
Eind mei 2013 werd bekend dat N.E.C. met zowel Jahanbakhsh als zijn club overeenstemming bereikt had over een overgang van de speler. Op 1 december 2013 maakte hij zijn eerste doelpunt in de Eredivisie, in de 53'ste minuut tegen AZ. Op 3 mei 2014 scoorde Jahanbakhsh als invaller tweemaal tegen Ajax, in de laatste speelronde van het seizoen 2013/14. Daardoor speelde N.E.C. de wedstrijd met 2-2 gelijk. Door het punt dat dit opleverde, eindigde de club één punt boven Roda JC Kerkrade, dat daardoor rechtstreeks degradeerde. NEC kwalificeerde zich voor een plek in de nacompetitie voor promotie/degradatie, waarin het alsnog degradeerde na twee nederlagen tegen Sparta. Ondanks de degradatie werd Jahanbakhsh uitgeroepen tot het op een na grootste talent in de Eredivisie van het seizoen.
Op 29 augustus 2014 was hij in de uitwedstrijd tegen Helmond Sport (1-4) met twee goals en twee assists betrokken bij alle NEC-goals die wedstrijd. Hij zou daarna nog zes keer goed zijn voor minstens één goal en één assist in één wedstrijd. Op 19 oktober was hij tegen FC Den Bosch (3-1) goed voor een hattrick aan assists, op Christian Santos (2x) en Sjoerd Ars. Dat seizoen werd Jahanbakhsh met N.E.C. kampioen van de Eerste divisie, door op 3 april 2015 met 1-0 te winnen van Sparta. Jahanbakhsh was in die wedstrijd goed voor de enige treffer. Hij won in dat seizoen tevens de Gouden Stier voor beste speler van de Eerste divisie en werd door de supportersvereniging uitgeroepen tot speler van het jaar. Hij kwam tot twaalf doelpunten en zeventien assists in de competitie. In zijn volledige NEC-periode was hij goed voor negentien doelpunten en 22 assists.

### AZ
Jahanbakhsh tekende op 4 augustus 2015 een vijfjarig contract bij AZ. Mede door blessures had hij een wat slome start bij AZ. Op 12 september maakte hij tegen De Graafschap zijn debuut voor AZ. Op 1 oktober maakte hij zijn Europese debuut in de UEFA Europa League-wedstrijd tegen Athletic Bilbao. 
Op 30 januari 2016 maakte hij uitgerekend in het Goffertstadion tegen N.E.C. zijn eerste doelpunt voor AZ. Op 13 februari was hij in een spectaculaire 3-3 tegen Heracles Almelo goed voor een goal en een assist. In zijn eerste seizoen kwam hij tot 23 wedstrijden en 3 goals. 
Zijn tweede seizoen begon hij sterk, met drie goals in de eerste vijf wedstrijden. Op 13 januari 2017 was hij met twee goals en één assist betrokken bij alle doelpunten tegen Go Ahead Eagles (3-1). Op 16 februari scoorde hij in een 4-1 nederlaag tegen Olympique Lyon zijn eerste Europese doelpunt. Jahanbakhsh eindigde het seizoen zoals hij begon: met doelpunten. Hij scoorde vier keer in zijn laatste vijf wedstrijden en bracht zijn seizoenstotaal op twaalf in alle competities. Jahanbakhsh groeide langzaam maar zeker uit tot een van de sterkhouders van het elftal. Zo speelde hij negentig minuten mee in de verloren KNVB Beker tegen Vitesse.
In zijn derde seizoen werd hij met 21 goals topscorer van de Eredivisie. Dat had hij vooral te danken aan zijn eindsprint in de laatste drie speelrondes. In speelronde 32 scoorde hij een hattrick in een 4-3 overwinning op Vitesse, in de laatste speelronde herhaalde hij dat kunstje tegen PEC Zwolle (6-0). Daarmee eindigde hij boven Bjørn Johnsen (ADO Den Haag, 19), Steven Berghuis (Feyenoord, 18) en ploeggenoot Wout Weghorst (ook 18). Ook verloor hij met AZ voor het tweede jaar op rij de finale van de KNVB beker.

### Brighton & Hove Albion
Na drie seizoenen voor de Alkmaarders gespeeld te hebben maakte hij voor circa €25 miljoen de overstap naar het Engelse Brighton & Hove Albion. Daarvoor maakte hij op 11 augustus 2018 zijn debuut tegen Watford. In zijn eerste seizoen speelde hij met twaalf basisplaatsen en zeven invalbeurten een bescheiden rol bij handhaving van Premier League voetbal. Na een succesvol laatste seizoen bij AZ, kwam hij in zijn eerste bij Brighton & Hove Albion niet tot scoren. 
Tijdens zijn tweede seizoen voor The Seagulls kwam hij slechts tien wedstrijden in actie, maar wist hij wel tweemaal te scoren. Op 28 december 2019 en 1 januari 2020 scoorde hij binnen vier dagen van elkaar zijn eerste twee goals voor Brighton, tegen respectievelijk AFC Bournemouth en Chelsea. De goal tegen Chelsea was een prachtige omhaal. Manager Graham Potter deed in het seizoen 2020/21 een groter beroep op de diensten van Jahanbakhsh. Hij speelde uiteindelijk 21 wedstrijden, waarvan zes als basisspeler. In totaal speelde Jahanbakhsh 61 wedstrijden voor Brighton, waarin hij tot vier goals en twee assists kwam.

### Feyenoord
Jahanbakhsh verliet Brighton na drie seizoenen. Een echte doorbraak bij de Engelsen bleef uit, waardoor hij besloot terug te keren naar Nederland. Hier tekende hij een driejarig contract bij Feyenoord, die daarbij een eenzijdige cluboptie voor een extra jaar hadden bedongen. Jahanbakhsh debuteerde voor Feyenoord op 29 juli 2021, in het Europa Conference League-duel met FC Drita. Zijn eerste doelpunt voor Feyenoord maakte hij in dezelfde competitie, op 12 augustus 2021. Hij scoorde de eerste twee goals bij een 3–0 zege. Op 22 augustus 2021 maakte Jahanbakhsh ook zijn competitiedebuut voor Feyenoord, tegen Go Ahead Eagles. In zijn eerste seizoen voor Feyenoord speelde Jahanbakhsh 42 wedstrijden, waarin hij goed was voor acht doelpunten en vier assists, een verdubbeling van zijn cijfers in zijn drie seizoenen bij Brighton bij elkaar. Hij speelde twee minuten mee in de verloren UEFA Europa Conference League-finale tegen AS Roma. 
Op 15 september scoorde Jahanbakhsh tweemaal in de Europa League-wedstrijd tegen SK Sturm Graz (6-0). Later in dat toernooi was hij in de achtste finale tegen Shakhtar Donetsk (7-1) goed voor een goal en een assist. Dat seizoen had Jahanbakhsh op de flanken fikse concurrentie van Igor Paixão, Oussama Idrissi en Javairô Dilrosun. Desondanks kwam 41 wedstrijden in alle competities, waarin hij tot acht goals en tien assists kwam. Hij scoorde onder meer twee belangrijke goals in een 2-2 gelijkspel tegen PSV, waarmee hij een achterstand goedmaakte. Dat seizoen werd Jahanbakhsh met Feyenoord voor de eerste keer kampioen van Nederland. 
Jahanbakhsh speelde op 4 augustus 2023 negentig minuten in de met 1-0 verloren Johan Cruijff Schaal tegen bekerwinnaar PSV. Hij was dat seizoen vaker bankzitter dan hem lief was. Op 12 november tegen oud-werkgever AZ was hij in zijn eerste basisplaats in de competitie goed voor de assist op de enige treffer van de wedstrijd.

### SC Heerenveen
Op 6 november 2024 tekende Jahanbakhsh transfervrij voor een seizoen bij Sc Heerenveen. Kort hiervoor verkreeg hij de Nederlandse nationaliteit. Vier dagen later maakte hij tegen Go Ahead Eagles zijn debuut voor Heerenveen. Op 12 januari 2025 scoorde hij tegen NAC Breda zijn eerste doelpunt voor de club. Op 4 april 2025 speelde Jahanbakhsh tegen Willem II zijn 200'ste wedstrijd in de Eredivisie. Door een blessure kwam hij de laatste vier wedstrijden van het seizoen niet meer in actie. Hij speelde twintig wedstrijden voor Heerenveen en kwam daarin tot drie goals en drie assists. Vervolgens verlengde Heerenveen niet het contract van Jahanbakhsh. 

## Clubstatistieken
| Seizoen | Club                   | Competitie     | Competitie | Competitie | Beker | Beker | Internationaal | Internationaal | Overig | Overig | Totaal | Totaal |
| Seizoen | Club                   | Competitie     | Wed.       | Dlp.       | Wed.  | Dlp.  | Wed.           | Dlp.           | Wed.   | Dlp.   | Wed.   | Dlp.   |
| ------- | ---------------------- | -------------- | ---------- | ---------- | ----- | ----- | -------------- | -------------- | ------ | ------ | ------ | ------ |
| 2011/12 | Damash Gilan           | Pro League     | 16         | 2          | 0     | 0     | –              | –              | –      | –      | 16     | 2      |
| 2012/13 | Damash Gilan           | Pro League     | 28         | 8          | 0     | 0     | –              | –              | –      | –      | 28     | 8      |
| 2013/14 | N.E.C.                 | Eredivisie     | 27         | 5          | 4     | 1     | –              | –              | 2      | 0      | 33     | 6      |
| 2014/15 | N.E.C.                 | Eerste divisie | 28         | 12         | 3     | 1     | –              | –              | –      | –      | 31     | 13     |
| 2015/16 | AZ                     | Eredivisie     | 23         | 3          | 3     | 0     | 3              | 0              | –      | –      | 29     | 3      |
| 2016/17 | AZ                     | Eredivisie     | 29         | 10         | 4     | 0     | 9              | 1              | 1      | 1      | 43     | 12     |
| 2017/18 | AZ                     | Eredivisie     | 33         | 21         | 3     | 1     | –              | –              | –      | –      | 36     | 22     |
| 2018/19 | Brighton & Hove Albion | Premier League | 19         | 0          | 5     | 0     | –              | –              | –      | –      | 24     | 0      |
| 2019/20 | Brighton & Hove Albion | Premier League | 10         | 2          | 2     | 0     | –              | –              | –      | –      | 12     | 2      |
| 2020/21 | Brighton & Hove Albion | Premier League | 21         | 0          | 4     | 2     | –              | –              | –      | –      | 25     | 2      |
| 2021/22 | Feyenoord              | Eredivisie     | 27         | 4          | 1     | 0     | 14             | 4              | –      | –      | 42     | 8      |
| 2022/23 | Feyenoord              | Eredivisie     | 28         | 5          | 4     | 0     | 9              | 3              | –      | –      | 41     | 8      |
| 2023/24 | Feyenoord              | Eredivisie     | 16         | 0          | 1     | 0     | 5              | 1              | 1      | 0      | 23     | 1      |
| 2024/25 | Sc Heerenveen          | Eredivisie     | 19         | 3          | 1     | 0     | –              | –              | 0      | 0      | 20     | 3      |
| Totaal  | Totaal                 | Totaal         | 324        | 75         | 32    | 5     | 40             | 9              | 4      | 1      | 400    | 90     |

Bijgewerkt tot en met het seizoen 2024/25.

## Interlandcarrière

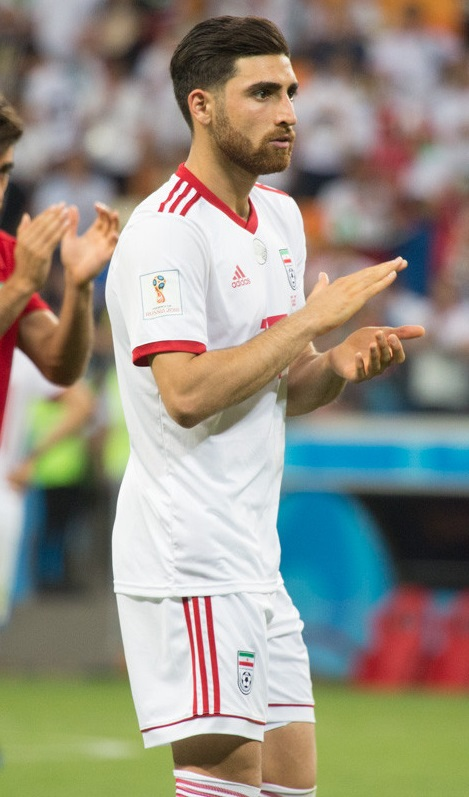
Jahanbakhsh op het WK 2018

Jahanbakhsh debuteerde op 15 oktober 2013 in het Iraans voetbalelftal, in een kwalificatiewedstrijd voor de Asian Cup tegen Thailand. Hij viel na 79 minuten in voor Masoud Shojaei. In de terugwedstrijd scoorde hij als invaller zijn eerste doelpunt voor Iran. Bondscoach Carlos Queiroz nam hem in 2014 op in de 23-koppige selectie die hij meenam naar het wereldkampioenschap voetbal 2014. Daarop debuteerde hij als invaller in de 73e minuut in de wedstrijd tegen Nigeria (die in 0-0 eindigde). Ook in wedstrijden tegen Argentinië en Bosnië-Herzegovina speelde hij mee als invaller. Op het wereldkampioenschap voetbal 2018 speelde hij mee in alle drie de groepswedstrijden: tweemaal als basisspeler en eenmaal als invaller. Jahanbakhsh behoorde ook tot de Iraanse selecties op het Aziatisch kampioenschap voetbal 2015, 2019 en 2023.
| Interlandgoals van Alireza Jahanbakhsh voor Iran | Interlandgoals van Alireza Jahanbakhsh voor Iran | Interlandgoals van Alireza Jahanbakhsh voor Iran                   | Interlandgoals van Alireza Jahanbakhsh voor Iran | Interlandgoals van Alireza Jahanbakhsh voor Iran | Interlandgoals van Alireza Jahanbakhsh voor Iran | Interlandgoals van Alireza Jahanbakhsh voor Iran |
| Goal                                             | Datum                                            | Locatie                                                            | Tegenstander                                     | Score                                            | Uitslag                                          | Competitie                                       |
| ------------------------------------------------ | ------------------------------------------------ | ------------------------------------------------------------------ | ------------------------------------------------ | ------------------------------------------------ | ------------------------------------------------ | ------------------------------------------------ |
| 1.                                               | 15 november 2013                                 | Rajamangalastadion, Bangkok, Thailand                              | Thailand                                         | 0–3                                              | 0–3                                              | Kwalificatie Aziatisch kampioenschap 2015        |
| 2.                                               | 24 maart 2016                                    | Azadistadion, Teheran, Iran                                        | India                                            | 4–0                                              | 4–0                                              | WK-kwalificatie 2018                             |
| 3.                                               | 1 september 2016                                 | Azadistadion, Teheran, Iran                                        | Qatar                                            | 2–0                                              | 2–0                                              | WK-kwalificatie 2018                             |
| 4.                                               | 13 november 2017                                 | Goffertstadion, Nijmegen, Nederland                                | Venezuela                                        | 0–1                                              | 0–1                                              | Vriendschappelijk                                |
| 5.                                               | 16 oktober 2018                                  | Azadistadion, Teheran, Iran                                        | Bolivia                                          | 1–0                                              | 2–1                                              | Vriendschappelijk                                |
| 6.                                               | 20 januari 2019                                  | Mohammed Bin Zayidstadion, Abu Dhabi, Verenigde Arabische Emiraten | Oman                                             | 1–0                                              | 2–0                                              | Aziatisch kampioenschap 2019                     |
| 7.                                               | 6 juni 2019                                      | Azadistadion, Teheran, Iran                                        | Syrië                                            | 1–0                                              | 5–0                                              | Vriendschappelijk                                |
| 8.                                               | 11 juni 2021                                     | Bahrain National Stadium, Riffa, Bahrein                           | Cambodja                                         | 0–1                                              | 0–10                                             | WK-kwalificatie 2022                             |
| 9.                                               | 2 september 2021                                 | Azadistadion, Teheran, Iran                                        | Syrië                                            | 1–0                                              | 1–0                                              | WK-kwalificatie 2022                             |

## Erelijst
| Competitie     |        |         |        |        |
| Competitie     | Aantal | Jaren   |        |        |
| N.E.C.         | N.E.C. | N.E.C.  | N.E.C. | N.E.C. |
| -------------- | ------ | ------- | ------ | ------ |
| Eerste divisie | 1x     | 2014/15 |        |        |
| Feyenoord      |        |         |        |        |
| Eredivisie     | 1x     | 2022/23 |        |        |
| KNVB beker     | 1x     | 2023/24 |        |        |

| Competitie                           | Winnaar       | Winnaar       | Runner-up     | Runner-up     | Derde         | Derde         |
| Competitie                           | Aantal        | Jaren         | Aantal        | Jaren         | Aantal        | Jaren         |
| Iran onder 19                        | Iran onder 19 | Iran onder 19 | Iran onder 19 | Iran onder 19 | Iran onder 19 | Iran onder 19 |
| ------------------------------------ | ------------- | ------------- | ------------- | ------------- | ------------- | ------------- |
| Zuidoost-Aziatisch kampioenschap –19 | 1x            | 2012          |               |               |               |               |

### Persoonlijk
| Nederland                              |    |         |
| Eerste divisie voetballer van het Jaar | 1x | 2014/15 |
| Topscorer Eredivisie                   | 1x | 2017/18 |